# Алькасаба
Алькасаба (араб. القصبة‎ — цитадель) — споруда або кріпосне укріплення міського типу, що служило резиденцією правителя. Імовірно, їх зводили для захисту певної місцевості, розміщуючи на її терені особливий гарнізон, який часто утворював невеликий військовий квартал з житловими будівлями та комунікаціями. Зазвичай вони були пов'язані з алькасаром або замками, прилеглими до однієї зі сторін, і, незважаючи на незалежність цих споруд від алькасаби і решти міста, в разі облоги всі шукали притулку за стінами цитаделей.
В Аль-Андалусі у VIII-XV століттях побудовано величезну кількість алькасаб, таких як Алькала-ла-Реаль, Альмерія, Антекера, Бадахос, Гранада, Хаен, Гуадіс, Лоха, Лорка, Мерида та інші. Алькасаби представляли собою не тільки оборонну систему проти зовнішніх ворогів, але також проти внутрішніх повстань, забезпечуючи можливість тривалого опору навіть у випадку взяття міста, що нею захищалося.
Зі збережених часів мусульманської Іспанії фортець найпримітнішою вважається алькасаба Малаги, яка, будучи оточеною подвійним рядом укріплених стін і яка має велике число оборонних споруд, згідно з архітектором-реставратором Д. Леопольдо Торрес Бальбасом, є зразком військової архітектури періоду Тайфа XI століття, в порівняння з яким можна ставити лише замок Крак де Шевальє — фортецю, зведену в Сирії хрестоносцями в період XII—XIII ст.

## Огляд Алькасаба з історичної точки зору

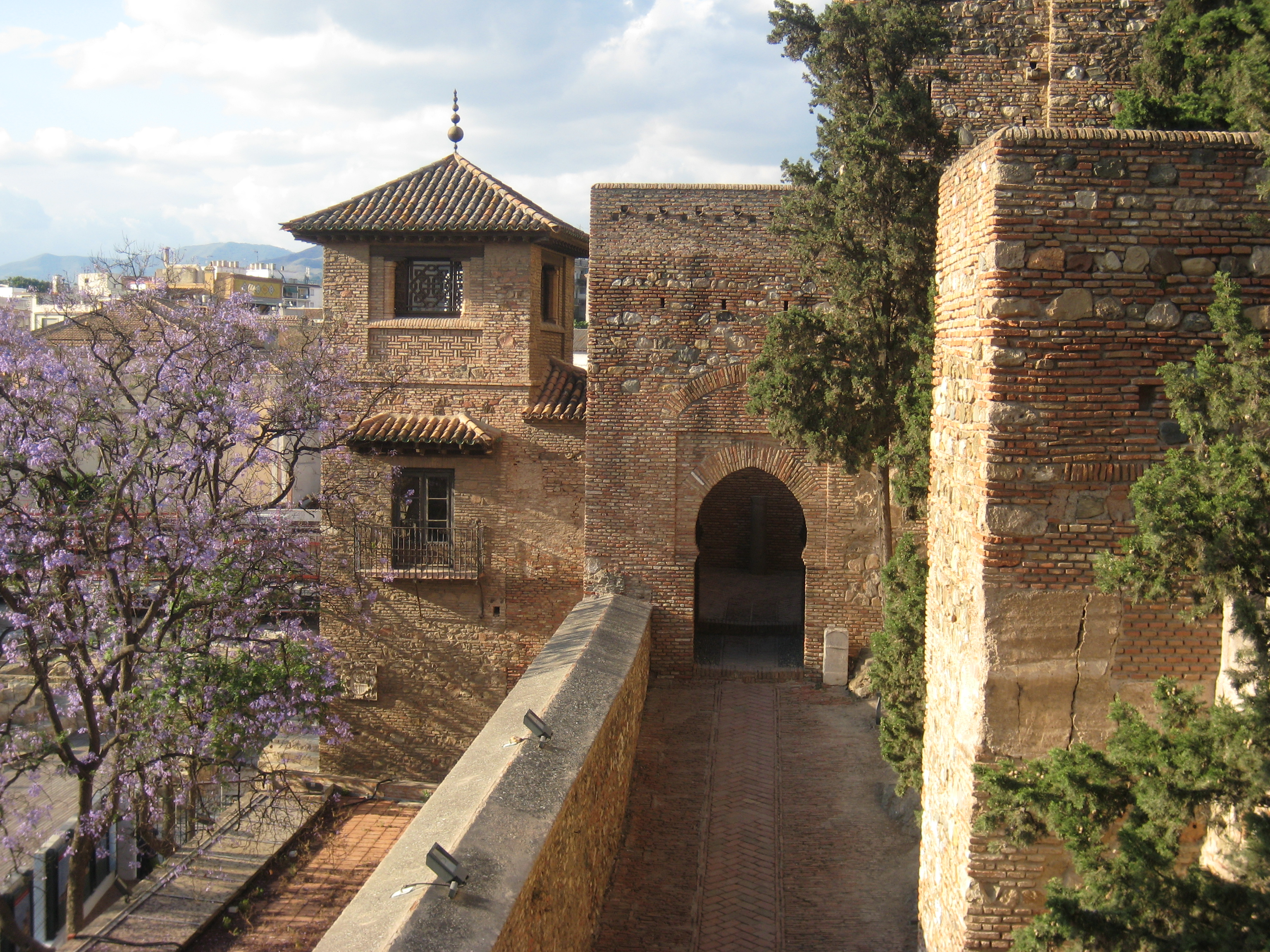
Алькасаба Малаги

Невідомо жодного завоювання важливого мусульманського поселення, після якого не було б згадки про скарби, що зберігалися в алькасабі. Кожне взяте під час реконкісти мусульманське місто високої значимості мало у розпорядженні цей вид укріплень: Кордова (Іспанія), Севілья, Валенсія, Сарагоса, Малага, Гранада. Крім того, африканські форти, завойовані в Орані кардиналом Сіснеросом і в Тунісі імператором Карлом V, також вважаються алькасаби. Хроніст Пруденсіо де Сандоваль про кампанію в Тунісі пише:
|  | Імператор поїхав, як тільки йому здали алькасабу, де знаходилися скарби короля Хасемему, серед яких була велика дорога бібліотека з книгами, обкладинки та сторінки яких були оздоблені всілякими коштовностями і коштували непомірну суму, аптека з добірної колекцією ароматів і парфумів, а також лавка з цінними фарбами, такими як кармін, блакить або алаксурі - здобич, котра видалася правителю більш ніж достатньою. |

У XIX столітті, після завоювання французами під командуванням маршала Бурмона міста Алжиру з прилеглими територіями, як жест підпорядкування переможцям були віддані ключі від кількох фортів, в тому числі від алькасаби, зведення якої датується XVII століттям. Останній правитель Алжиру Хусейн III, побоюючись трагічної долі своїх попередників, покинув палац і сховався разом зі своїм гаремом і скарбницею за стінами алькасаби, встановивши всюди оборонні гармати і заборонивши наближатися до неї навіть турецьким військовим. Французи вторглися в Алжир 4 липня 1830, а на наступний ранок зайняли фортецю, яку дей на той час уже покинув. Ключі ж від фортеці, де виявилися зібрані багатства, були вручені камодаром (міністром житлового фонду), що діяв від імені маршала комісії, яка пізніше зробила інвентаризацію всіх цінностей.

## Галерея

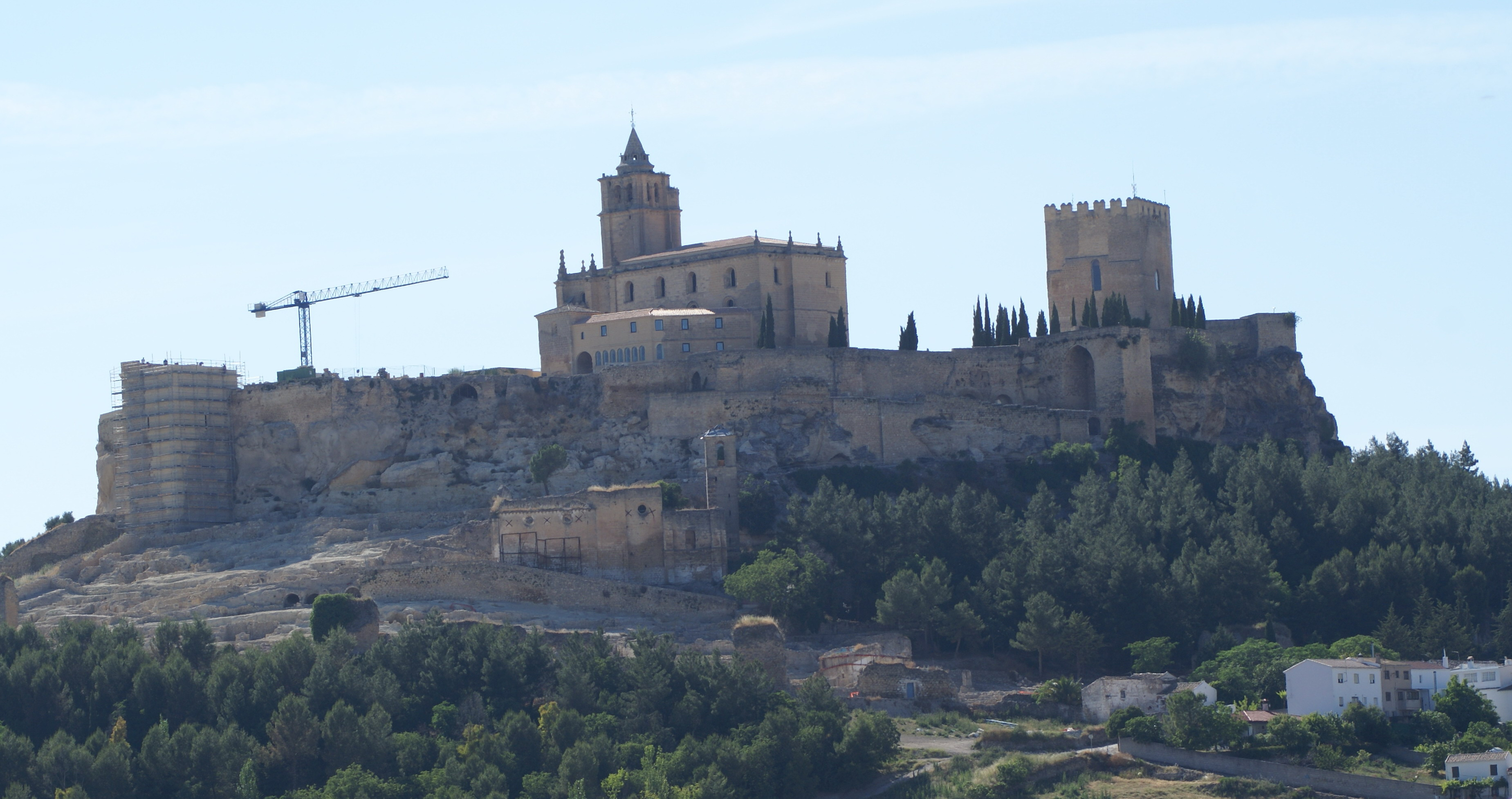
Ла-Мота, Алькала-ла-Реаль
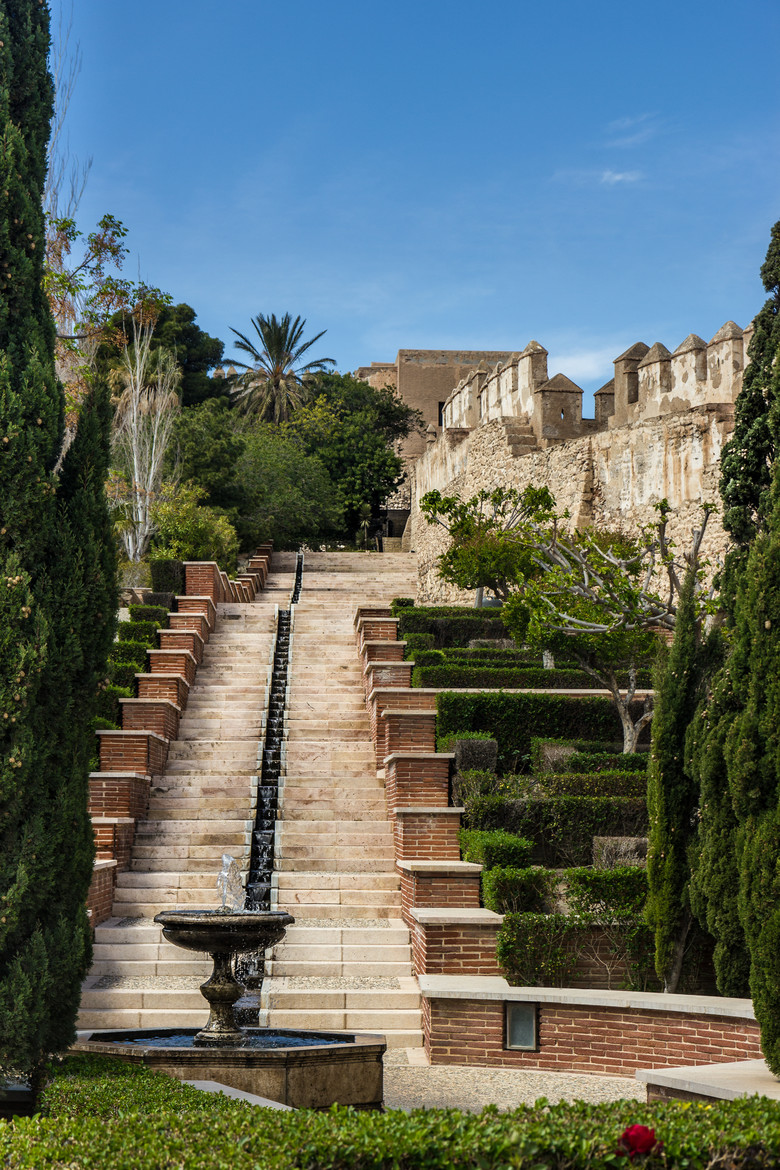
Алькасаба Альмерії
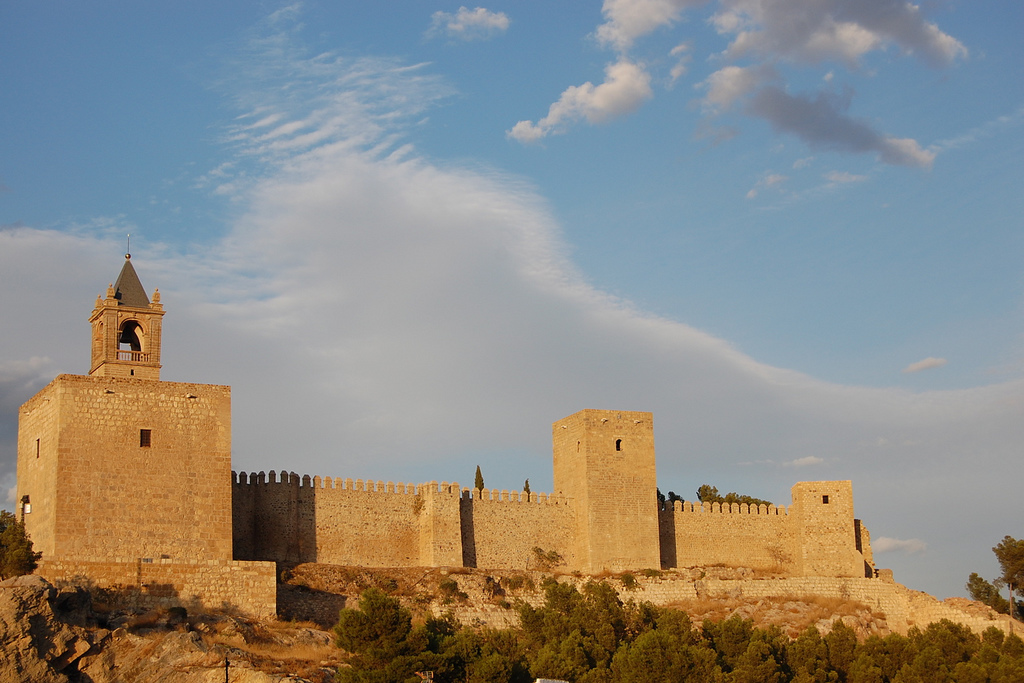
Алькасаба в Антекері
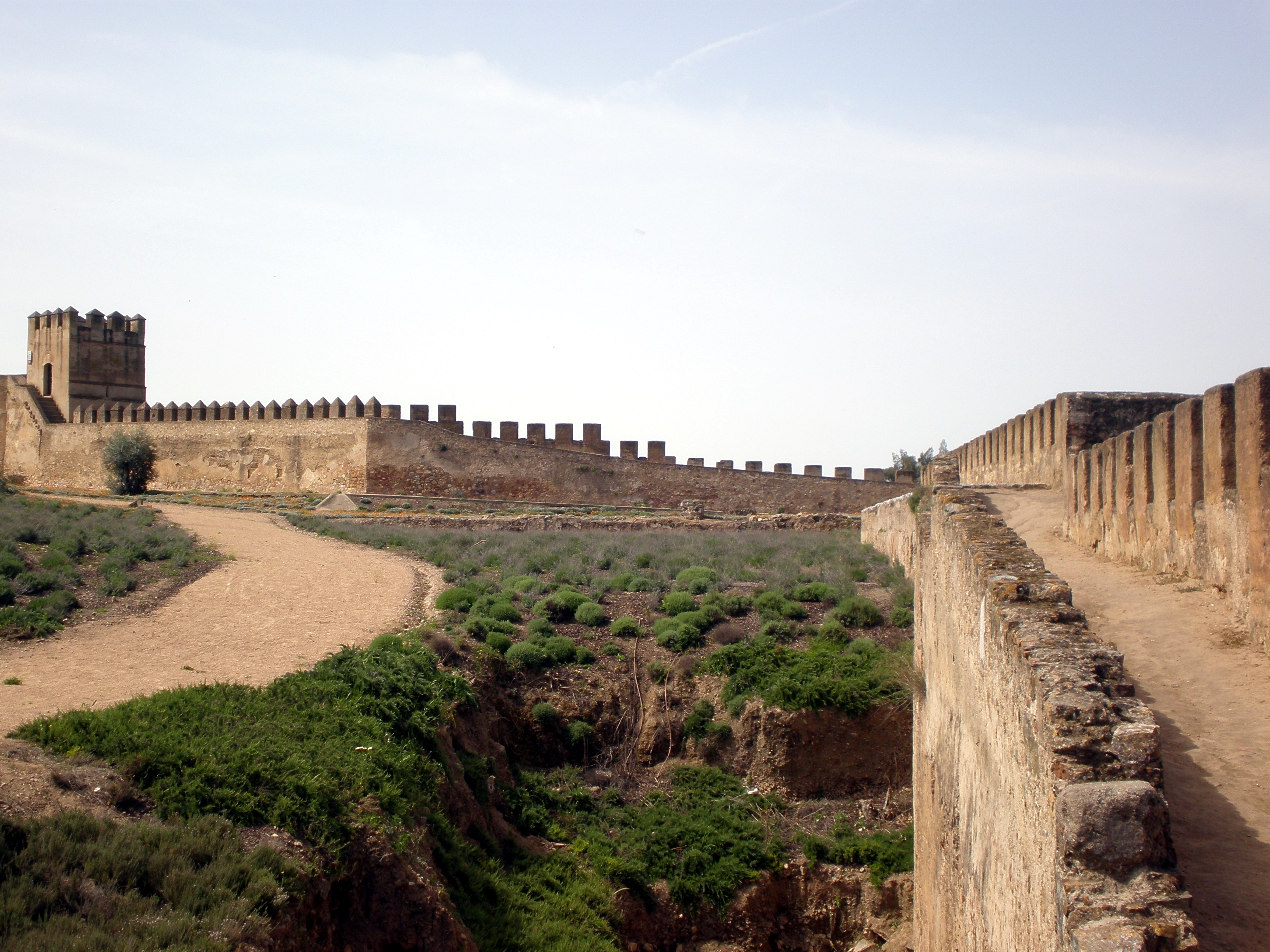
Алькасаба Бадахосу
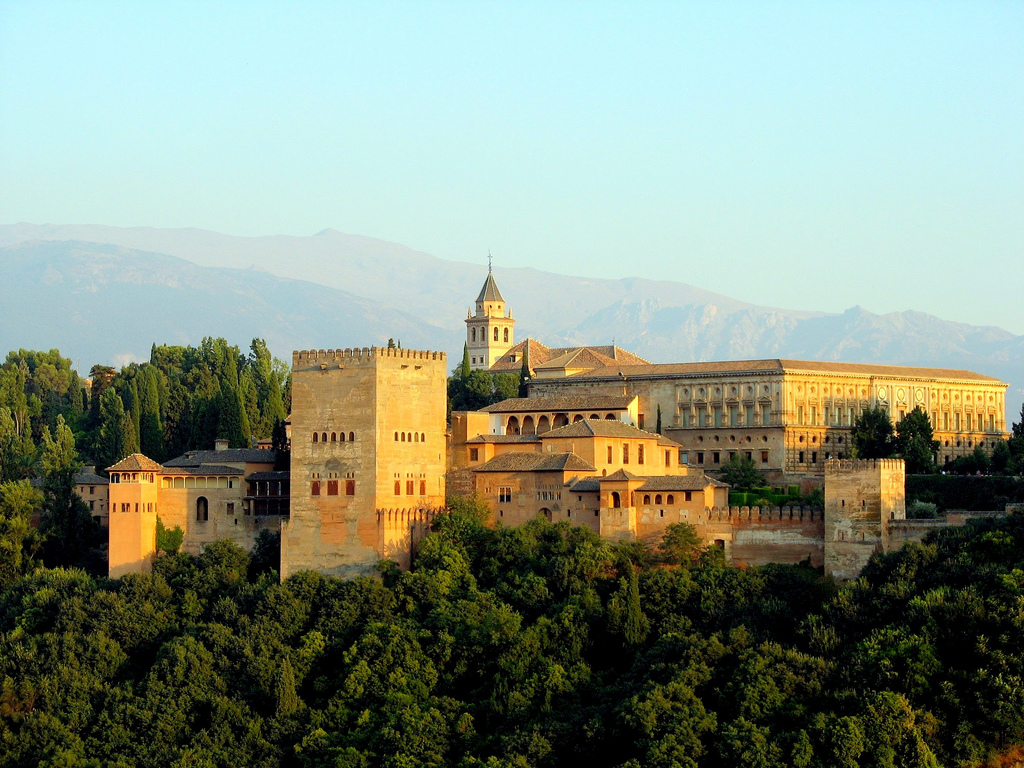
Альгамбра, Гранада
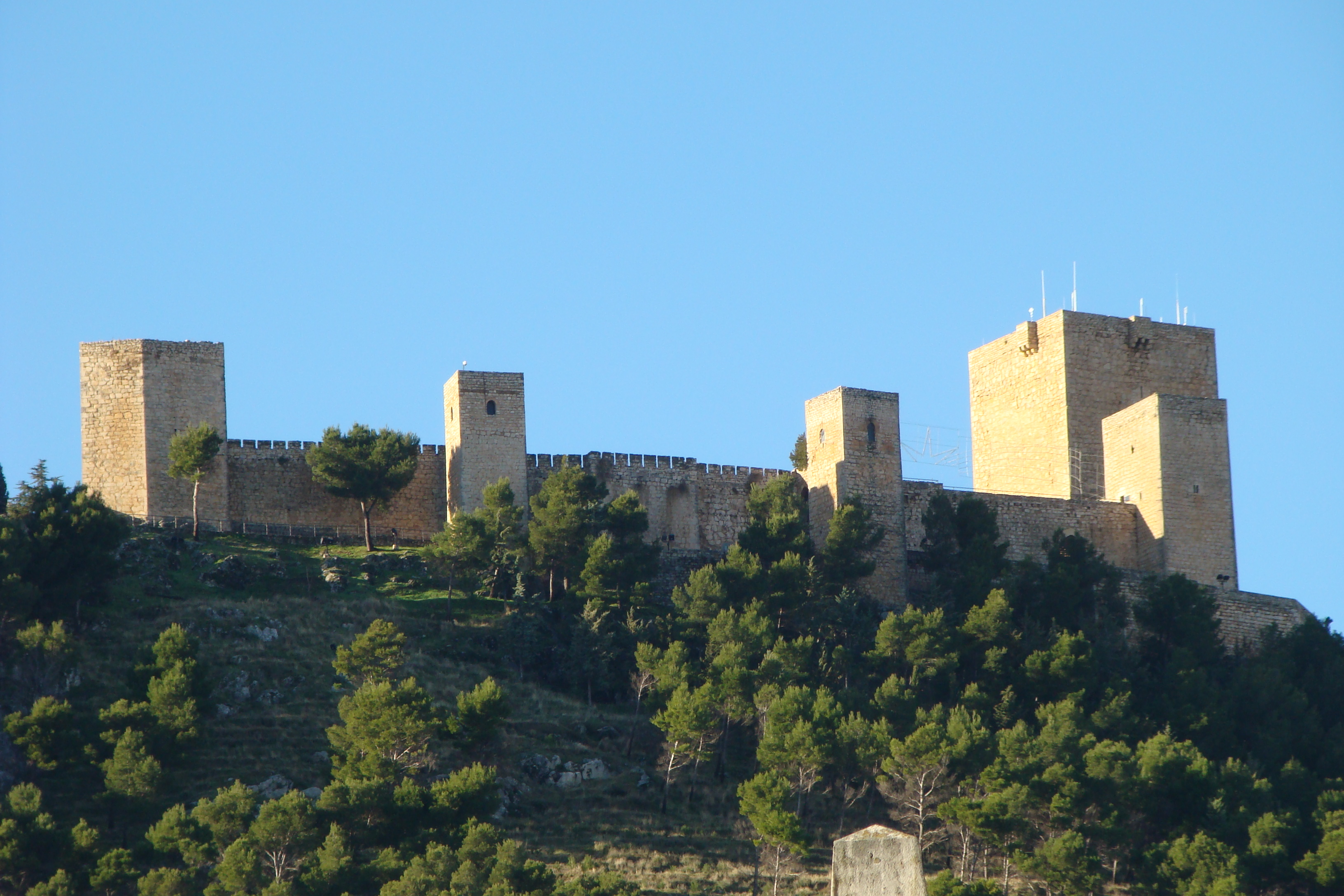
Алькасаба у Хаені
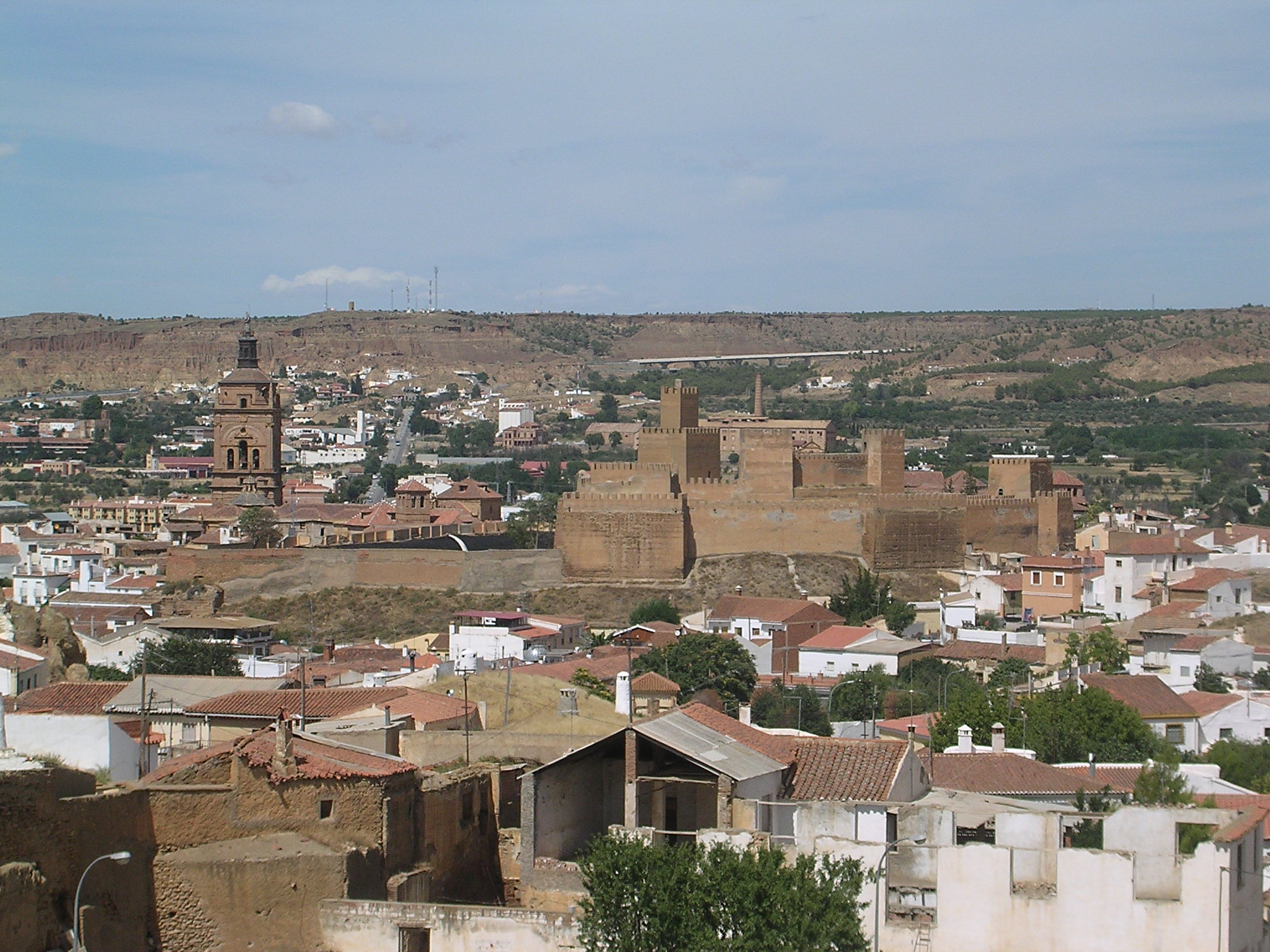
Алькасаба Гуадіса
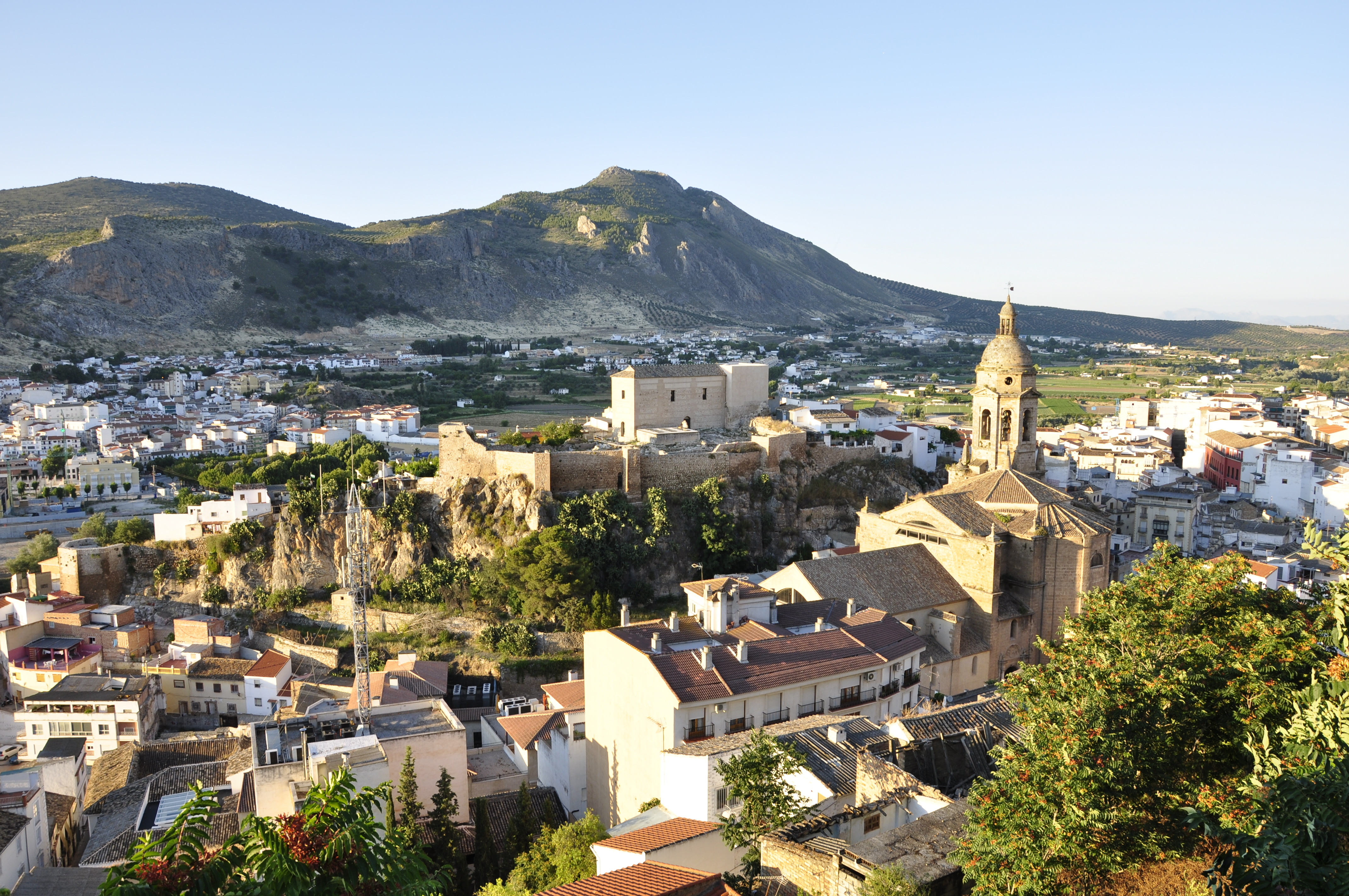
Алькасаба у Лосі
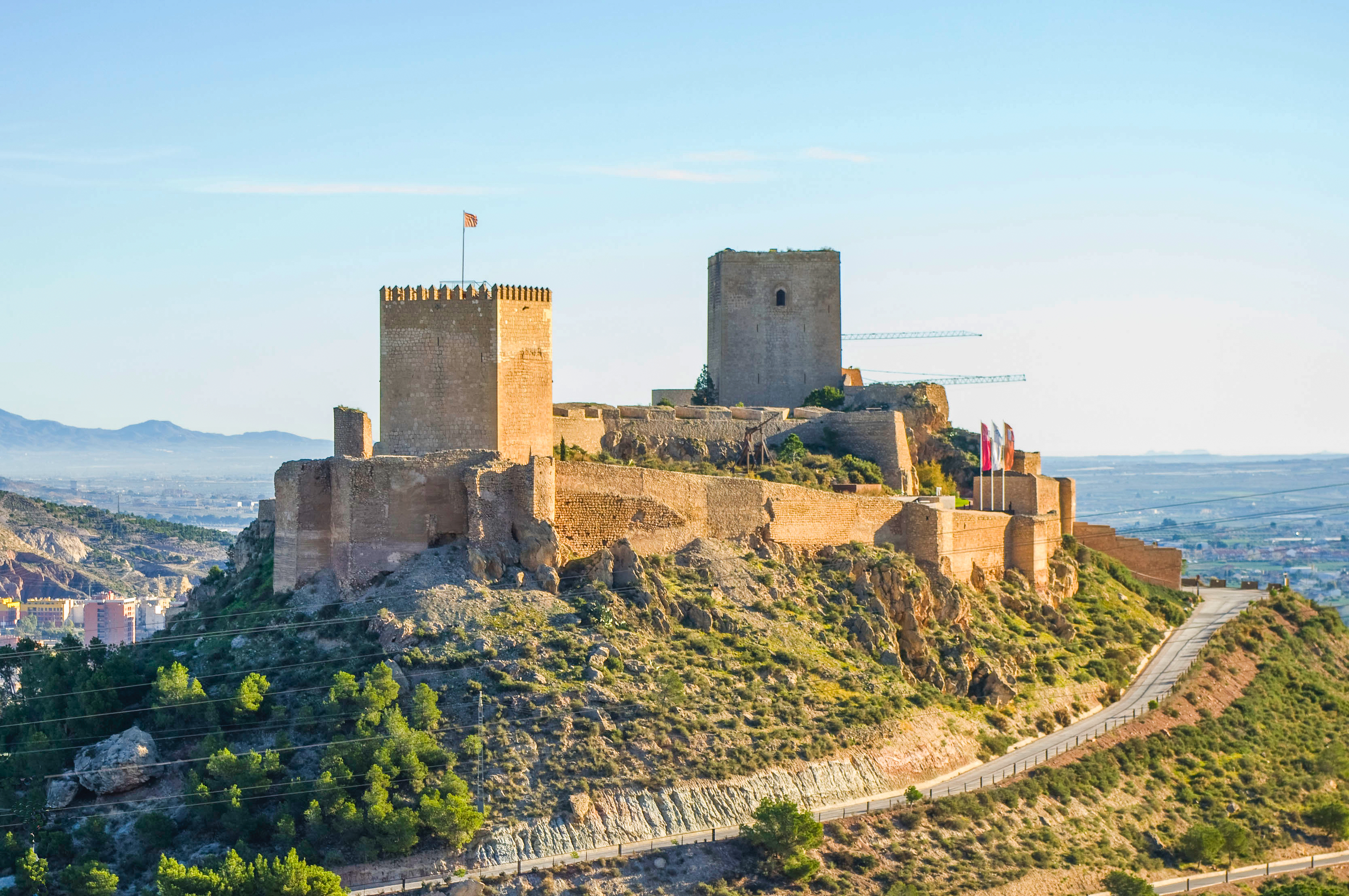
Замок Лорка
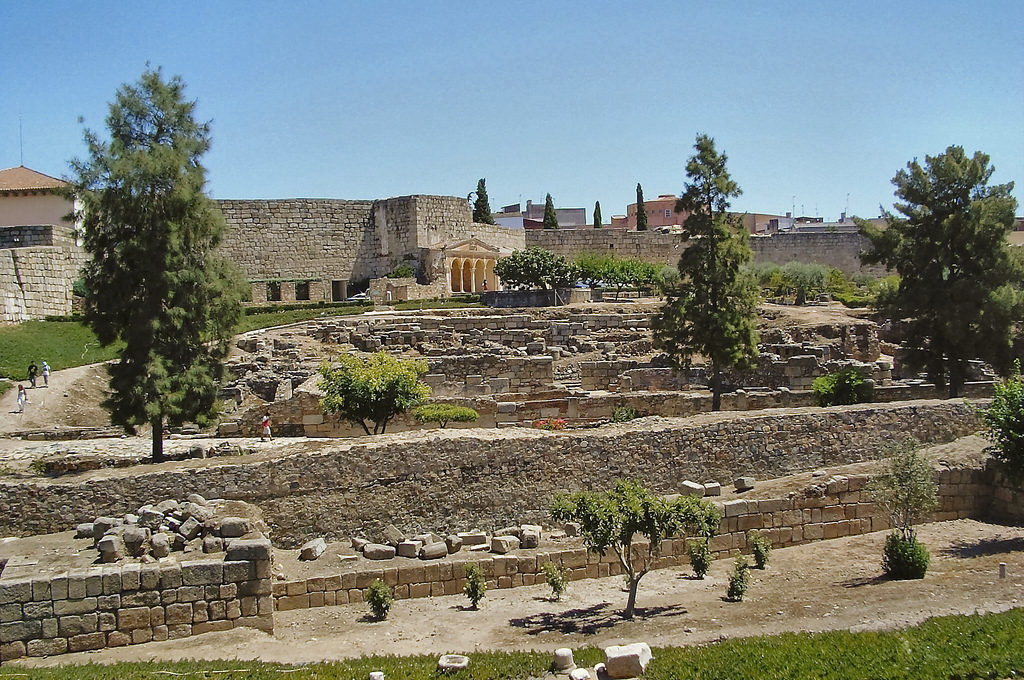
Алькасаба Мериди